# Železniční trať Dugo Selo – Botovo

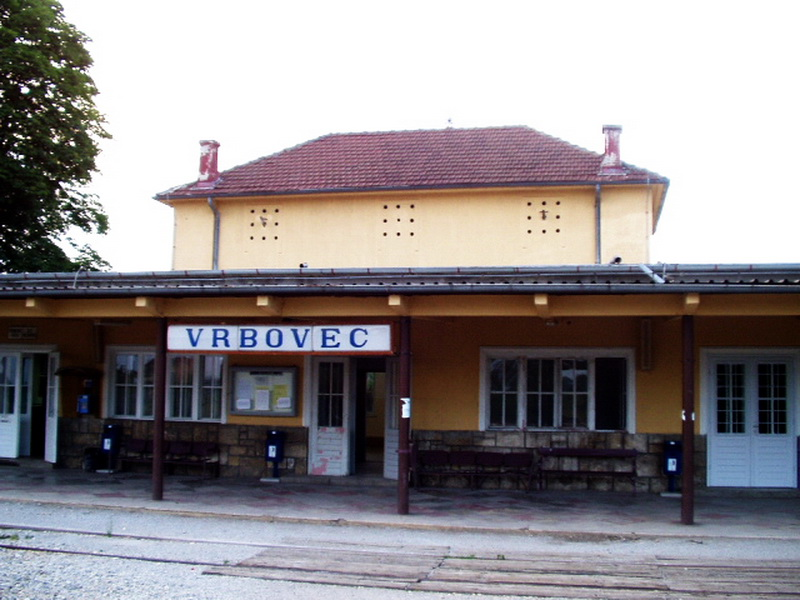
Železniční stanice ve Vrbovci.

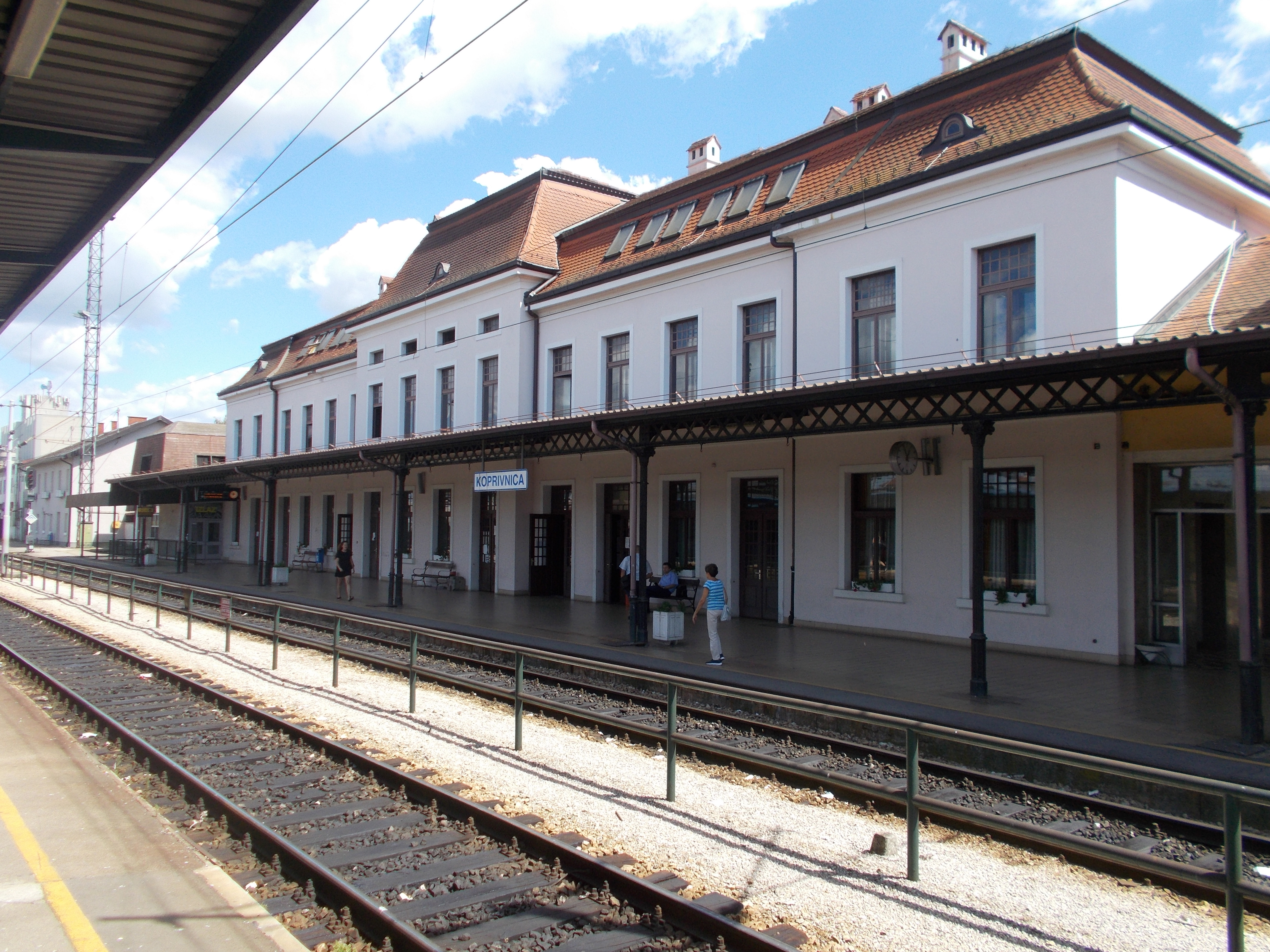
Železniční stanice v Koprivnici

Železniční trať Dugo Selo–Botovo (chorvatsky Željeznička pruga Dugo Selo–Botovo) je hlavní železniční trať, která se nachází na severovýchodním území Chorvatska. Slouží pro dálkovou dopravu mezi Záhřebem a Budapeští. Je dlouhá 79,6 km a elektrizovaná. V úseku Dugo-Selo–Križevci je dvojkolejná, dále směrem k maďarské hranici poté pouze jednokolejná. Je součástí panevropského dopravního koridoru.
V chorvatské železniční síti je značena jako M201.

## Trasa
Trať je vedena téměř vzdušnou čarou mezi oběma městy v rovinaté krajině Slavonie. U obce Dugo Selo se napojuje na trať Bělehrad–Záhřeb. Od města Vrbovec je vedena v blízkosti řeky Glogovnica, u obce Gradec se od ní odpojuje trať směrem do Bjelovaru. Za městem Križevci vstupuje do mírně zvlněné krajiny, poté prochází městem Koprivnica, kde se křižuje s řadou dalších železničních tratí. Za obcí Botovo překonává řeku Drávu a dále pokračuje na území Maďarska. 

## Historie
V roce 1861 padlo v souvislosti s výstavbou železničních tratí na území tehdejšího Zalitavska rozhodnutí o současném trasování trati. Nedošlo k němu bez diskuze o případných alternativách, návrh vzniku trati přes obec Kotoriba však nakonec nebyl uskutečněn. Trať byla dána do provozu v roce 1870 až po obec Drnje a v roce 1880 byl vybudován most přes Drávu do maďarské obce Gyékényes přes vesnici Botovo. 
Zvažovaná přestavba a modernizace trati má znamenat výstavbu druhé koleje po celé její délce, až po hranici s Maďarskem. V roce 2020 probíhaly stavební práce i na jižní části trati, což si vynutilo přerušení pravidelného provozu.

## Stanice
- Dugo Selo
- Božjakovina
- Vrbovec
- Gradec
- Repinec
- Križevci
- Majurec
- Vojkovački Kloštar
- Carevdar
- Lepavina
- Sokolovac
- Mučna Reka
- Koprivnica
- Drnje
- Botovo